# Matea Ikić
Matea Ikić est une joueuse de volley-ball croate née le 25 mai 1989 à Pula. Elle mesure 1,85 m et joue au poste de réceptionneuse-attaquante. Elle totalise 30 sélections en équipe de Croatie.

## Clubs
| Club                  | De        | À         |
| --------------------- | --------- | --------- |
| OK Pula               | 1998-1999 | 2005-2006 |
| Volley Vicenza        | 2006-2007 | 2008-2009 |
| Minerva Volley Pavia  | 2009-2010 | 2009-2010 |
| MKS Dąbrowa Górnicza  | 2010-2011 | 2010-2011 |
| Ouralotchka NTMK      | 2011-2011 | 2011-2011 |
| Budowlani Łódź        | 2011-2012 | 2011-2012 |
| IHF Volley Frosinone  | 2012-2013 | 2012-2013 |
| Pallavolo Ornavasso   | 2013-2014 | 2013-2014 |
| LJ Volley Modena      | 2014-2015 | 2014-2015 |
| Neruda Volley         | 2015-2016 | jan 2016  |
| Pallavolo Scandicci   | jan 2016  | mai 2016  |
| CSM Târgoviște        | 2016-2017 | 2016-2017 |
| Neruda Volley         | fév 2017  | mai 2017  |
| ES Le Cannet          | 2017-2018 | 2017-2018 |
| VK Altaï              | 2018-2019 | 2018-2019 |
| Kuzeyboru Spor Kulübü | 2019-2020 | …         |

## Palmarès

### Équipe nationale
- Championnat d'Europe des moins de 20 ans
  - Finaliste : 2006.

### Clubs
- Coupe d'Italie A2
  - Vainqueur : 2013.
- Coupe d'Italie
  - Finaliste : 2015.
- Supercoupe de Roumanie
  - Vainqueur : 2016.
- Championnat du Kazakhstan
  - Vainqueur : 2019.
- Coupe du Kazakhstan
  - Vainqueur : 2018.
- Supercoupe du Kazakhstan
  - Finaliste : 2018.

### Distinctions individuelles
- Championnat d'Europe féminin de volley-ball des moins de 20 ans 2006: Meilleure réceptionneuse.